# Río Leán
Río Leán är ett vattendrag i Honduras.   Det ligger i departementet Atlántida, i den nordvästra delen av landet, 190 km norr om huvudstaden Tegucigalpa.